# NA-4161
La  NA-4161  es una carretera local perteneciente a la Red de Carreteras de Navarra que se inicia en PK 17,63 de NA-411 y termina en PK 2,85 Dee NA-4230. Tiene una longitud de 2,4 kilómetros.